# Tony Chung
Tony Chung Hon-lam (xinès: 鍾翰林 ; nascut el 22 d'abril de 2001) és un activista independentista de Hong Kong. Va ser el fundador i coordinador del grup d'estudiants del camp localista Studentlocalism. El 29 de juliol de 2020, es va convertir en la primera figura política detinguda per sospita d'infringir la llei de seguretat nacional recentment imposada i també ha estat acusat de blanqueig de capitals i de publicar articles sediciosos.

## Biografia

### Primers anys de vida

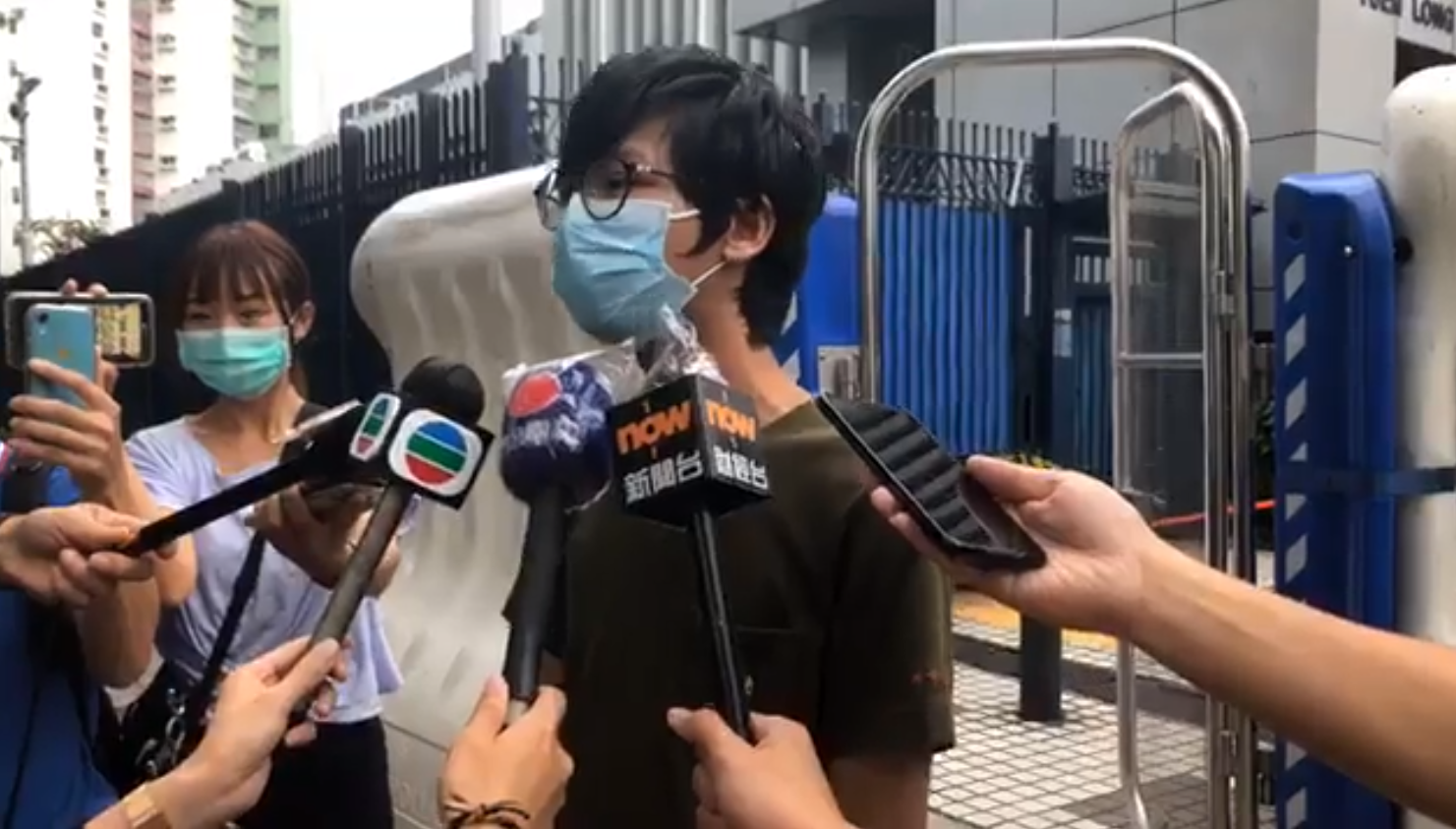
Chung va ser alliberat fora de la comissaria de policia de Yuen Long el 31 de juliol de 2020.

Chung va néixer a Hong Kong l'any 2001 i va estudiar al Buddhist Mau Fung Memorial College i a l'Institut d'Educació Professional de Hong Kong. L'avi de Chung va néixer a Vietnam. El seu despertar polític va venir d'una manifestació menor davant de la seu de l'Exèrcit Popular d'Alliberament a Central a finals de 2013, quan tenia 12 anys. La seva primera participació directa en política va ser el 2016 quan ell i alguns afins es van unir a la campanya del candidat del camp localista Edward Leung a les eleccions parcials de New Territories East del 2018 per al Consell Legislatiu.

### Fundador de Studentlocalism
Poc després de les eleccions de l'abril de 2016, Chung va cofundar Studentlocalism amb altres tres estudiants de secundària amb l'objectiu de crear una república de Hong Kong que gaudeixi de sobirania independent. Pretenia promoure el concepte d'independència al campus mitjançant la creació de grups d'interès estudiantil. A finals d'agost de 2016, s'estaven formant 28 grups d'interès localista a les escoles de tota la ciutat.
En una entrevista a Hong Kong Free Press el 2017, Chung va explicar per què va donar suport a la independència de Hong Kong: "Vaig néixer aquí, vaig créixer aquí. Sovint veiem la situació a la Xina; és exactament per això que no volem el lloc on vivim. per convertir-se en el mateix que la Xina". També va predir: "En els propers cinc anys es pot promulgar la llei de seguretat nacional, o em poden acusar d'algun delicte... No puc dir que sigui imprescindible que em quedi".
El grup va cridar l'atenció de l'aleshores director executiu Leung Chun-ying. Leung va afirmar que la discussió sobre el separatisme a les escoles "no era absolutament una qüestió de llibertat d'expressió" i els estudiants podrien ser expulsats de l'escola per parlar-ne. Chung creia que Leung va posar els grups d'estudiants al mapa. Ell i altres líders de Studentlocalism havien estat "investigats" pel diari estatal Wen Wei Po. També va ser observat per tres policies locals jubilats durant un viatge a Taiwan el 2019.

### Protestes contra l'extradició del 2019 i llei de seguretat nacional
El grup va anar a la decadència després que Edward Leung i Chan Ho-tin del Partit Nacional de Hong Kong (HKNP) no poguessin presentar-se a les eleccions del Consell Legislatiu de 2016, ja que tres cofundadors de Studentlocalism es van retirar del grup. Però el grup es va tornar actiu durant les protestes contra l'extradició del 2019-2020 on el grup va intentar organitzar algunes protestes. Chung també va ser acusat personalment de danyar la bandera nacional xinesa a la zona de protesta del Consell Legislatiu el maig de 2019.
El 24 de novembre de 2021, les autoritats de Hong Kong van empresonar Tony Chung durant tres anys i set mesos després que s'hagués declarat culpable de secessió i un delicte de blanqueig de diners. Es va convertir en la persona més jove condemnada per la llei de seguretat nacional de la ciutat.
El 28 de desembre de 2023, es va anunciar que Chung havia demanat asil al Regne Unit.